# Aureliano (martire)
Aureliano (Roma, 200 – Roma, 251) fu un martire cristiano del III secolo, venerato come santo dalla Chiesa cattolica.

## Biografia
Aureliano nacque e visse a Roma per tutta la sua vita, ma cadde martire sotto l'imperatore Decio. 
Quando venne portato sul luogo di tortura dal prefetto Hylas, le statue degli dei pagani vennero trovate infisse con la testa nel terreno. Hylas si ritrovò paralizzato e quando questi chiese di risanarlo, Aureliano accondiscese, ma gli venne nuovamente intimato dal prefetto di rimettere le statue degli dei al loro posto.
Aureliano rifiutò e fu condotto da Decio, che lo supplicò di guarire la figlia: in cambio si sarebbe convertito. Ma anche lui lo aveva beffato: quando infatti anche l'imperatore lo minacciò di morte, Aureliano polverizzò gli idoli pagani e cominciò a rimproverarlo anche quando gli fu mozzata la lingua.
A quel punto Decio, esasperato, ordinò di decapitarlo insieme al figlio Massimo. I due cadaveri vennero inumati nelle catacombe di San Callisto.

## Culto
La sua Memoria liturgica cade il 22 maggio. 
Aureliano godeva di una particolare devozione nella città di Pavia ove di lui fu scritta una passione da alcuni pavesi.
Viene ricordato a Grottammare con una festa che si svolge ogni anno nella prima domenica seguente alla Pasqua.